# Bob ai XIII Giochi olimpici invernali

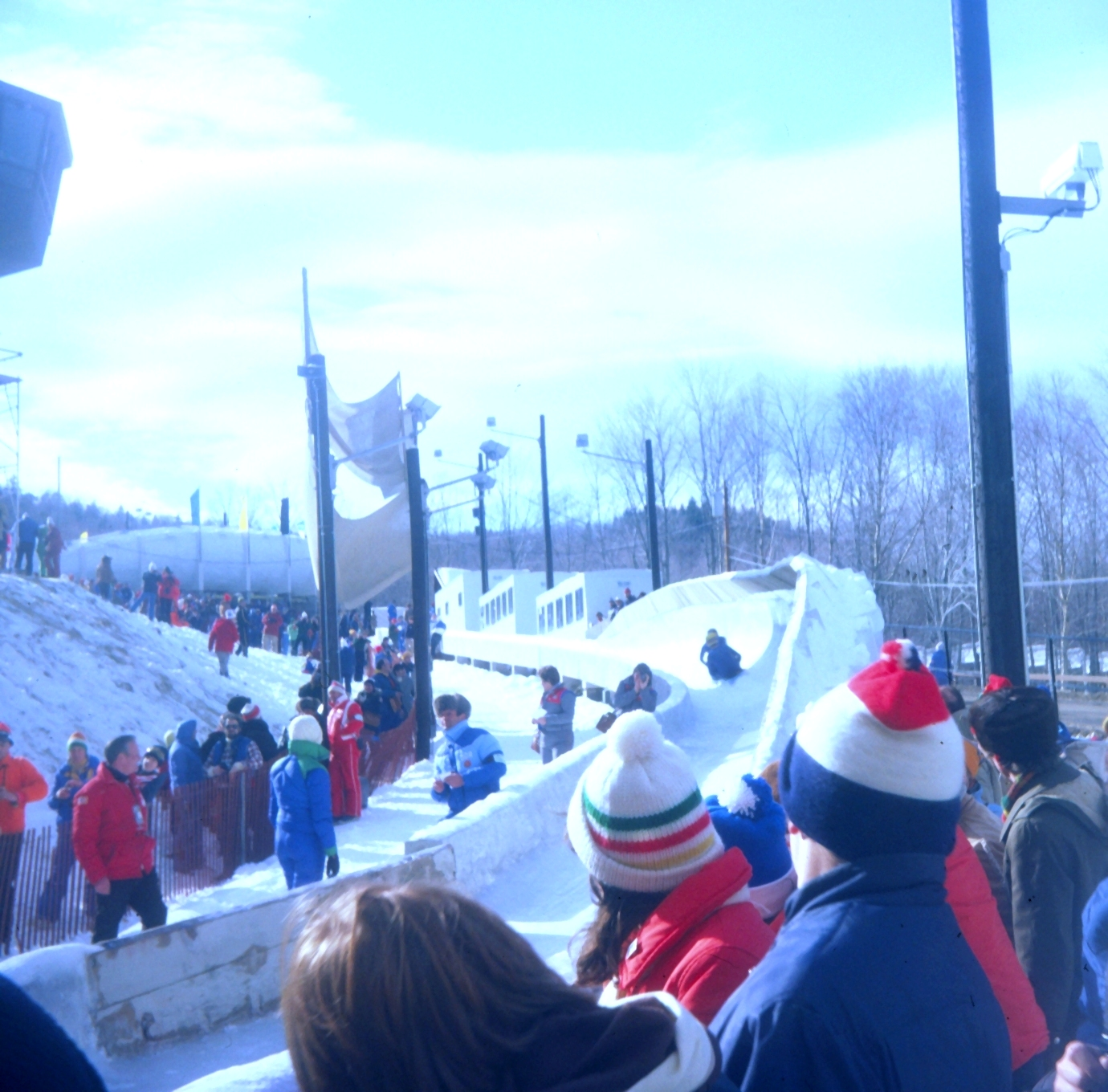
Un momento della gara

Ai XIII Giochi olimpici invernali svoltisi nel 1980 a Lake Placid (Stati Uniti) vennero assegnate due medaglie, bob a 2 e bob a 4 maschili.

## Calendario
| Uomini | Bob a due | Bob a due |  |  |  |  |  |  | Bob a quattro | Bob a quattro |   |
| Finali |           | 1         |  |  |  |  |  |  |               | 1             | 2 |

## Atleti iscritti
| America (15)                                           | America (15)                                  | America (15)                |
| ------------------------------------------------------ | --------------------------------------------- | --------------------------- |
| - Canada (6)                                           | - Stati Uniti (9)                             |                             |
| Asia (2)                                               |                                               |                             |
| - Giappone (2)                                         |                                               |                             |
| Europa (61)                                            |                                               |                             |
| - Austria (8) - Germania Est (8) - Germania Ovest (10) | - Italia (5) - Regno Unito (10) - Romania (8) | - Svezia (4) - Svizzera (8) |

## Podi

### Uomini
| Evento                   | Oro                                                                                     | Tempo   | Argento                                                         | Tempo   | Bronzo                                                                      | Tempo   |
| Bob a due (dettagli)     | Svizzera II Joseph Benz Erich Schärer                                                   | 4:09.36 | Germania Est II Bernhard Germeshausen Hans Jürgen Gerhardt      | 4:10.93 | Germania Est I Meinhard Nehmer Bogdan Musiol                                | 4:11.08 |
| Bob a quattro (dettagli) | Germania Est I Meinhard Nehmer Bogdan Musiol Bernhard Germeshausen Hans Jürgen Gerhardt | 3:59.92 | Svizzera I Erich Schärer Ulrich Bächli Rudolf Marti Joseph Benz | 4:00.87 | Germania Est II Horst Schönau Roland Wetzig Detlef Richter Andreas Kirchner | 4:00.97 |

## Medagliere
| Posizione | Paese        |   |   |   | Totale |
| --------- | ------------ | - | - | - | ------ |
| 1         | Germania Est | 1 | 1 | 2 | 4      |
| 2         | Svizzera     | 1 | 1 | 0 | 2      |
| Totale    | Totale       | 2 | 2 | 2 | 6      |